# Kleinbettingen
Kleinbettingen (lb. Klengbetten) – wieś w południowo-zachodnim Luksemburgu, w gminie Steinfort, w kantonie Capellen. Do 3 października 2015 leżała w dystrykcie Luksemburg. Wieś zamieszkują 1123 osoby.